# Legionärssjuka
Legionärssjuka är en form av lunginflammation som orsakas av bakterier tillhörande släktet Legionella. Sjukdomen, liksom bakteriesläktet, har fått sitt namn av att det första utbrottet av legionärssjuka skedde i samband med ett konvent arrangerat av American Legion, en organisation för amerikanska krigsveteraner, i Philadelphia 1976. Ett flertal människor blev då sjuka och dog. Man lyckades efter ett tag isolera bakterien som låg bakom sjukdomsutbrottet, en dittills okänd bakterie som man gav namnet Legionella pneumophila. Man upptäckte sedan att Legionella är ett helt släkte av bakterier där flera kan ge sjukdom hos människor, men L pneumophila står för den absoluta majoriteten av sjukdomsfall. En anledning till att man inte känt till bakterien tidigare kan vara att den är relativt svårodlad. Legionellabakterier finns normalt i vattensamlingar, såsom dammar och sjöar, men kan också växa i vattentankar och vattenledningar. De är relativt motståndskraftiga bakterier, eftersom de har en förmåga att ta sig in i levande celler och leva inuti dem. Detta är en förmåga som de både använder när de infekterar människor (bakterien tar sig då in i, och lever inuti, vita blodkroppar), men de kan också ta sig in i exempelvis amöbor, och på så sätt överleva miljöer de inte klarat sig i annars.
Legionella är en relativt vanlig bakterie, och sannolikt utsätts de flesta för den, men i regel krävs det någon form av nedsättning av kroppens immunförsvar för att man faktiskt ska bli sjuk i legionärssjuka. I Sverige inträffar 50-80 fall per år, varav cirka hälften smittats utomlands. Legionärssjuka är en anmälningspliktig sjukdom. 
Pontiacfeber är en självläkande influensaliknande sjukdom som också orsakas av legionellabakterier. Namnet kommer från ett utbrott 1968 i staden Pontiac i Michigan, USA.

## Sjukdomsmekanism

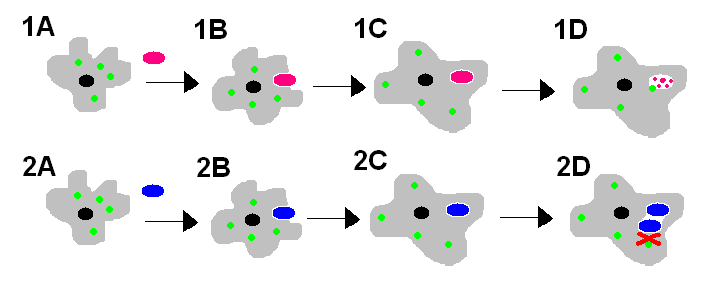
Den övre raden visar det typiska förloppet när en makrofag (grå) fagocyterar en bakterie (röd): makrofagen omsluter bakterien med sin cytoplasma, så att bakterien hamnar inuti makrofagen i en så kallad fagosom (1C). Denna smälter sedan samman med en lysosom (grön), som innehåller enzymer som dödar och bryter ner bakterien (1D). Hos legionella sker allt utom det sista steget (2D), eftersom legionella hämmar sammansmältningen av fagosomen med lysosomen (symboliserat av det röda krysset) och istället börjar föröka sig inuti makrofagen.

Legionella smittar genom att man inandas en aerosol innehållande bakterien, till exempel i samband med duschning. Att dricka infekterat vatten verkar inte kunna ge sjukdom. När man andas in bakterien når den ner i alveolerna i lungorna, och fagocyteras, det vill säga "äts upp" av makrofager, som är en vävnadslevande vit blodkropp som har som en av sina uppgifter att just döda bakterier genom att fagocytera dem och bryta ner dem. Legionellabakterien låter sig bli fagocyterad, men har sedan förmågan att förhindra nästa steg i fagocytosen, nämligen att den membranomslutna vakuol som den fagocyterade bakterien finns i smälter samman med en så kallad lysosom, det vill säga en membranomsluten vakuol som innehåller bakteriedödande och -nedbrytande enzymer. Istället lever och förökar sig legionellabakterien inuti makrofagen och tar sin näring från denna. När näringen börjar ta slut dör makrofagen och legionellabakterierna frisätts och kan infektera nya makrofager.

## Symptom och förlopp
Patienter med legionärssjuka har oftast feber, frossa och hosta, som kan vara torr eller slemproducerande. Vissa patienter har också muskelvärk, huvudvärk, trötthet, aptitlöshet, förlust av koordination (ataxi), och ibland diarré och kräkningar. Sjukdomsförloppet kan vara mycket svårt, och trots modern intensivvård förekommer en inte försumbar dödlighet. Legionella behandlas med antibiotika, närmare bestämt kinoloner eller makrolider. Diagnosen ställs på symptomen i kombination med antigenpåvisning i urin och bakterieodling samt PCR.

## Förebyggande åtgärder
Det finns inget vaccin mot legionärssjuka. Däremot kan man minska bakteriens växtmöjligheter genom att se till att varmvatten i vattenledningssystem håller en temperatur på minst 50 grader Celsius överallt – ända ut till tappstället. Kallvatten måste vara kallare än 20 grader. Man bör också konstruera vattenledningssystem så att man undviker ställen där stillastående vatten kan möjliggöra bakterieväxt. Man bör ej använda varmvattensystemet för värmeuttag. Erfarenheter från de stora legionellautbrotten på våra sjukhus visar entydigt på att varmvattenanslutna handdukstorkar och i synnerhet golvvärme innebär ofrånkomliga legionellaproblem. En uppenbar orsak till att legionellautbrotten är koncentrerade till system av just den typen är att värmeuttagen stryps ned till låga vattenhastigheter och temperaturer som innebär idealiska miljöer för legionella hur väl underhållet och tempererat systemet än är i övrigt.